# Национални парк Какаду
Национални парк Какаду је заштићено подручје у Северној територији у Аустралији, смештено 171 km јужно од Дарвина.
Парк се налази на обалама реке Алигатор и заузима површину од 19.804 km².
Национални парк Какаду је основан 1979. године и у међувремену се знатно увећао. На овом подручју се од обале до унутрашњости полуострва Арнхемленд нижу мангровске мочваре, шуме дина, саване, еукалиптусове шуме и мочварна језера. Разноврсност природних станишта оцртава се у задивљујућој разноврсности тропских предела. Национални парк је домовина за трећину свих аустралијских врста птица, измећу осталог џиновске роде и чапљасте свраке, за четвртину рибљих врста континената и за преко 4.000 врста инсеката.
Еколошка равнотежа на подручју националног парка деценијама је била угрожена услед присуства великих чопора водених бивола. У међувремену су биволи, које су у 19. веку са собом из Индонезије довели насељеници, скоро истребљени.
Понегде се могу наћи и преко 10.000 година стари цртежи на стени Убир на североистоку нациионалног парка и на многим местима подсећају на културу Абориџина, аустралијских староседелаца.